# رکسانا بیگم
رکسانا بیگم (بنگالی: রুকসানা বেগম؛ زادهٔ ۱۵ اکتبر ۱۹۸۳) معمار، موای تای‌کار و طراح مد اهل بریتانیا است. وی از سال ۲۰۰۸ میلادی تاکنون مشغول فعالیت بوده‌است.
آشنایی رکسانا بیگم با ورزش‌های رزمی با بروس لی، اسطوره هنرهای رزمی شروع شد. او در ۲۰۰۹، در مسابقات جهانی کیک بوکسینگ آماتور در بانکوک مدال برنز گرفت. در ۲۰۱۰، رکسانا به اولین زن مسلمانی تبدیل شد که قهرمان رقابت‌های موی تای در بریتانیا شده‌است. بیگم در نوامبر ۲۰۱۰ با غلبه بر پیچ فرینگتن قهرمان بریتانیا شد. او روز ۲۳ آوریل ۲۰۱۶ سوزانا سامیاروی را شکست داد تا عنوان قهرمانی جهان در کیک بوکسینگ را از آن خود کند. رکسانا بیگم در ۲۰۱۸ به بوکس حرفه‌ای تغییر رشته داد.

## موفقیت‌ها و قهرمانی‌ها
- ۲۰۰۹ – مسابقات جهانی آماتوری کیک بوکسینگ [۱]
- 2010 – British Atomweight Muay Thai Champion[۱]
- 2011 – European Club Cup Amateur Muay Thai Championship [۱]
- 2012 – International Federation of Muaythai Amateur World Championships [۱]
- 2016 – World Kickboxing Association Champion

## رکورد بوکس حرفه‌ای
| خلاصه بوکس حرفه‌ای |       |        |
| ۲ مبارزه          | ۰ بُرد | ۱ شکست |
| با تصمیم داور     | ۰     | ۱      |
| تساوی‌ها           | ۱     | ۱      |

| No. | نتیجه      | رکورد | حریف           | نوع | دور، زمان | تاریخ        | مکان                             | توضیحات            |
| --- | ---------- | ----- | -------------- | --- | --------- | ------------ | -------------------------------- | ------------------ |
| ۲   | Loss       | ۰-۱-۱ | Ivanka Ivanova | PTS | ۴         | ۲۲ ژوئن ۲۰۱۹ | York Hall, Bethnal Green, London |                    |
| ۱   | مساوی Draw | ۰-۰-۱ | Ivanka Ivanova | PTS | ۴         | ۱۷ مارس ۲۰۱۸ | York Hall, بثنال گرین، London    | Professional debut |